# Andrena stepposa
Andrena stepposa  (лат.) — редкий вид пчёл из рода Andrena (семейство Andrenidae), занесённый в Красную книгу Украины. Эндемик Украины. 

## Распространение
Вид до сих пор известен по первоописанию из украинского степного региона — Донецкая область, Хомутовская степь, долина реки Грузский Еланчик. Несмотря на многолетние планомерные поиски, в других регионах не найден. Очень редкий и, предположительно, эндемичный вид, встречающийся только в украинском степном природном заповеднике.

## Описание
Длина 13—14 мм. Опушение тела чёрное и короткое, за исключением ярких ржаво-красных густых волосков на плечевых буграх, щитке и щитике среднеспинки, заднещитика и промежуточном сегменте сверху. Клипеус очень блестящий, посередине рассеянно пунктированный.  Срединное поле промежуточного сегмента слабо отграниченное, полностью зернистошагреневое, его скульптура  почти не отличается от скульптуры боковых полей. Тергиты слабо блестящие, пунктирование. Пчёлы летают весной, обнаружены на цветках Nonnea pulla (семейство бурачниковых). Особенности гнездования неизвестны.